# Johann Brussig
Johann Gottlieb Paul Brussig (* 27. Oktober 1867 in Noes; † 23. Februar 1946 in Rothenburg/Oberlausitz) war ein deutscher Komponist und Gründer eines Notenverlages.

## Leben
Er war zunächst als Lohnarbeiter bei der Holzstoff- und Lederpappenfabrik Lodenau/Zoblitz tätig und betrieb später einen Lebensmittelladen in Rothenburg. Brussig erwarb sein musikalisches Wissen im Selbststudium. Er gründete 1906 den Brussig-Notenverlag in Rothenburg, wo er als Komponist und Dirigent des Blasorchesters tätig war. Zu seinen bekanntesten Werken gehören die Märsche Liebesboten und Mit Sang und Klang.
Brussig finanzierte die erste elektrische Straßenbeleuchtung für seinen Heimatort Noes. In Rothenburg/Oberlausitz gibt es die Johann-Brussig-Straße.

## Werke
- Der Zukunftsgeist, Konzert Ouvertüre
- Erinnerung an Riga, Marsch
- Germania, Marsch
- Konzertalben zur Blasmusik
- Lausitzer Balltänze für Blasmusik
- Lausitzer Marschalbum für Blasmusik
- Liebesboten, Marsch
- Mit Sang und Klang, Marsch
- Reichswehrmarsch
- Schwalbenmarsch
- Ulanenmarsch